# Rahmija Kadenić
Rahmija Kadenić, bosansko-hercegoski general, * 2. junij 1920, † 2000.

## Življenjepis
Leta 1939 je postal član KPJ in leta 1941 je pomagal organizirati NOVJ; med vojno je bil politični komisar več enot.
Po vojni je končal Višjo partijsko šolo Đuro Đaković, VVA JLA in Vojno šolo JLA; med drugim je potem bil predavatelj na VVA JLA.